# Creu de Sant Pere de Galligants

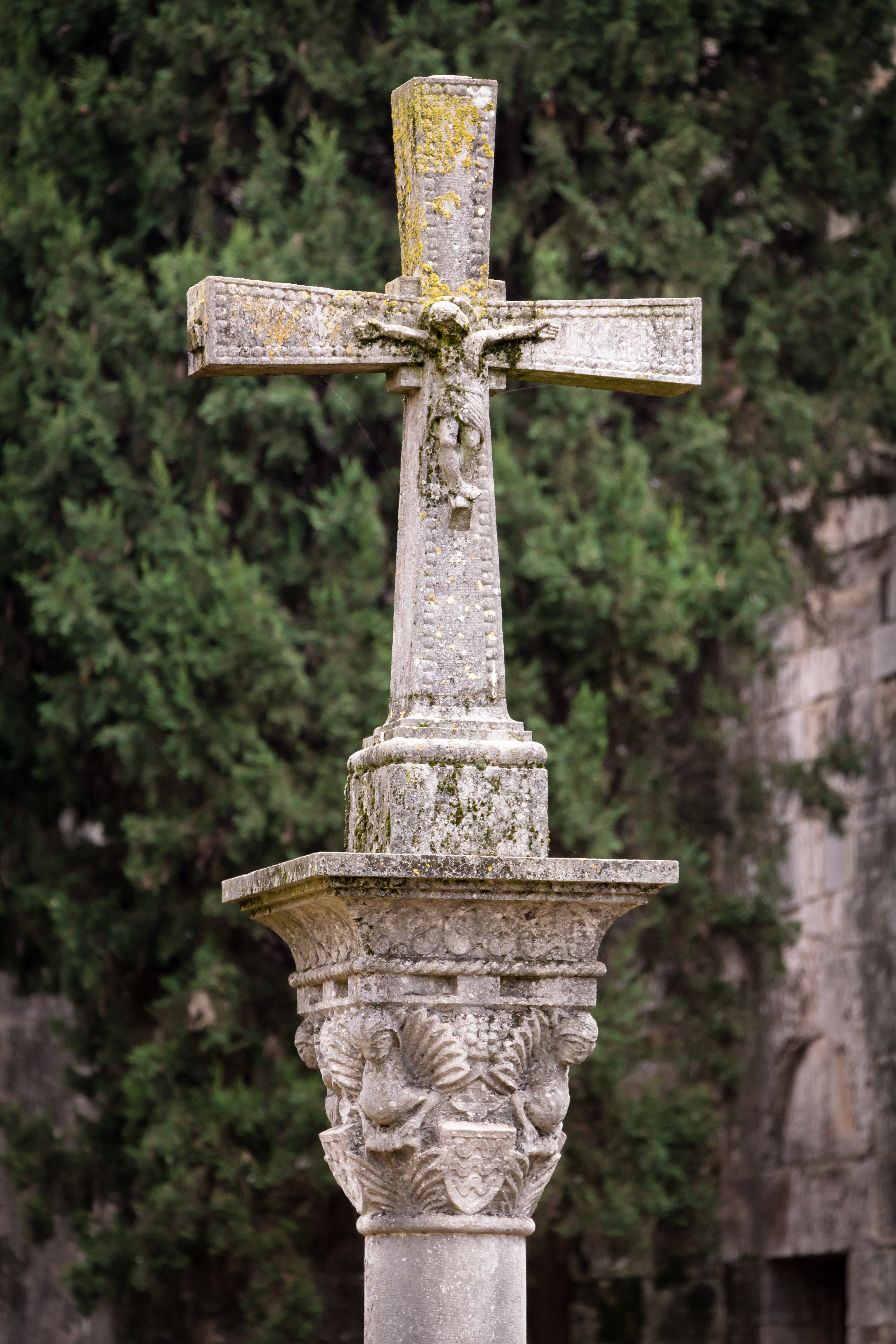
Detall de la creu

La Creu de Sant Pere de Galligants és una creu de terme de Girona (Gironès) situada al costat de l'església de Sant Pere de Galligants.
Tot i que és una creu de pedra d'aparença romànica, fou construïda el 1960, dissenyada per Juan Gordillo, arquitecte municipal del moment, i realitzada pels artistes Joan Oliver de Bezzi i els seus fills Josep i Jordi Oliver Viver. El fust és obra del picapedrer General Soler Bofill.
Està formada per: un basament amb dos graons quadrangulars; un peu hexagonal; un fust circular; un capitell, que recorda l'ordre corinti, amb quatre escuts de Girona a la part baixa i quatre àngels esculpits, un a cada cantí del capitell; i la creu, amb la crucifixió a l'anvers i un animal, que podria ser un xai, al revers.